# Cal Tort (la Pobla de Claramunt)
Cal Tort és una fàbrica de la Pobla de Claramunt (Anoia) inclosa a l'Inventari del Patrimoni Arquitectònic de Catalunya.

## Descripció
És una antiga fàbrica de paper que actualment té encara aquesta funció. La seva estructura arquitectònica és la típica d'aquests edificis: és un molí paperer amb base rectangular i les façanes calades de finestres. El sostre és a dues aigües, de teules.
La façana ha estat molt mal conservada, ja que es poden veure les restes adossades d'altres construccions annexes que se li van afegir i està parcialment enderrocada. A una clau hi figura la data 1687. S'hi conserva la capella de Sant Miquel, sense culte.

## Història
Els molins paperers assoliren la seva màxima expansió als segles xviii i xix; la família Tort és de les més importants en la producció paperera i figura al costat de noms com Romaní, Guarro, Coca i Font. Obtingueren privilegis i distincions reials per la seva bona producció de paper de tina a mà, que era exportada als països hispanoamericans.